# Acer kawakamii
Acer kawakamii é uma espécie de árvore do gênero Acer, pertencente à família Aceraceae.